# Sraten (Tuntang)
Sraten is een bestuurslaag in het regentschap Semarang van de provincie Midden-Java, Indonesië. Sraten telt 3781 inwoners (volkstelling 2010).